# جون إل. كيلي
جون إل. كيلي (بالإنجليزية: John L. Kelley)‏ هو طوبولوجي ورياضياتي وأستاذ جامعي أمريكي، ولد في 6 ديسمبر 1916 في كانساس في الولايات المتحدة، وتوفي في 26 نوفمبر 1999 في أوكلاند في الولايات المتحدة.